# Rafael Gil Sánchez
Rafael Gil Sánchez (Tolox,Málaga, España, 11 de octubre de 1974) más conocido como Rafa Gil es un entrenador de fútbol español que actualmente dirige al Johor Darul Takzim FC II de la Premier League de Malasia.

## Trayectoria
Nacido en Tolox,Málaga, Rafa Gil comenzó su carrera como entrenador en el CD Alhaurino en Tercera División, siendo nombrado en enero de 2007. El 18 de junio de 2018 llegaría por primera vez a la estructura del Málaga CF para convertirse en entrenador del Club Atlético Malagueño en Tercera División.
El 8 de mayo de 2009, Gil renovó su contrato por dos temporada más con el Club Atlético Malagueño, después de clasificarse en los puestos de promoción de ascenso a Segunda División B. 
El 6 de noviembre de 2010, Rafa Gil cogió las riendas del primer equipo del Málaga CF en La Liga, tras el despido de Jesualdo Ferreira. Debutaría en Primera División dirigiendo un encuentro frente al RCD Espanyol por un gol a cero.
Posteriormente, Gil regresó al Club Atlético Malagueño, después del nombramiento de Manuel Pellegrini como entrenador del primer equipo. El 4 de julio de 2011, rescindió su contrato por mutuo acuerdo, después de ser eliminado en los play-offs de ascenso a Segunda División B.
En julio de 2011, Gil fue nombrado entrenador del Unión Estepona CF en Tercera División. Abandonó el club en abril del año siguiente y se hizo cargo de la Selección de fútbol sub-17 de Arabia Saudita.
En 2013, Gil fue nombrado asistente de la Selección de fútbol de Arabia Saudita, en el que trabajaría en el cuerpo técnico del técnico español Juan Ramón López Caro, dejando su cargo en 2015.
Durante la temporada 2015-16, trabajaría como scout del RCD Espanyol en Inglaterra.
En verano de 2018, regresa al Málaga CF para ser director del fútbol base, sustituyendo a Antonio Tapia. En verano de 2019, sería despedido por orden del jeque Al-Thani, entrando a ocupar su lugar el portugués Duda.
En noviembre de 2019, Gil es nombrado entrenador del  Johor Darul Takzim FC II de la Premier League de Malasia.

## Clubes
| Club                                              | País                      | Año             |
| ------------------------------------------------- | ------------------------- | --------------- |
| CD Alhaurino                                      | Bandera de España         | 2007-2008       |
| Club Atlético Malagueño                           | Bandera de España         | 2008-2011       |
| Málaga CF (interino)                              | Bandera de España         | 2010            |
| Unión Estepona CF (interino)                      | Bandera de España         | 2011-2012       |
| Selección de fútbol sub-17 de Arabia Saudita      | Bandera de Arabia Saudita | 2012-2013       |
| Selección de fútbol de Arabia Saudita (Asistente) | Bandera de Arabia Saudita | 2013-2015       |
| RCD Espanyol (Scout)                              | Bandera de España         | 2015-2016       |
| Málaga CF (Director del fútbol base)              | Bandera de España         | 2018-2019       |
| Johor Darul Takzim FC II                          | Bandera de Malasia        | 2019-Actualidad |